# Không bao giờ gặp lại, hỡi Kampuchea yêu dấu
Không bao giờ gặp lại, hỡi Kampuchea yêu dấu (tiếng Khmer: ឱកម្ពុជាជាទីស្នេហា ខ្ញុំខានបានយល់អ្នកទៀតហើយ, tiếng Trung: 我親愛的柬埔寨，我再也見不到你了, tiếng Pháp: Je ne te reverrai plus, ô mon bien-aimé Kampuchea, tiếng Anh: I shall never see you again, oh my beloved Kampuchea) là một phim cổ trang lãng mạn do Norodom Sihanouk biên kịch và đạo diễn, xuất phẩm năm 1991 tại Bình Nhưỡng.

## Lịch sử
Kể từ năm 1976, sau khi tuyên bố hồi hưu và lưu vong, vương công Norodom Sihanouk thường trú tại Bắc Kinh và Bình Nhưỡng. Ngài dành nhiều thì giờ để thỏa mãn đam mê riêng: Chế tác điện ảnh. Thảy 4 bộ phim do Norodom Sihanouk biên kịch và đạo diễn thời kì tạm thoái vị này đều do chính phủ Bắc Triều Tiên đài thọ toàn diện.

## Nội dung
Khoảng thế kỷ XIV, công chúa Khmer Botum thành hôn với thái tử An Nam Lễ Đức. Hoàng đế lấy làm hài lòng, coi là sự vô cùng hệ trọng đối với giao hảo An Nam - Kampuchea. Kết quả mối tình thắm thiết này là tiểu hoàng tôn Nguyễn Chantrea.
Tuy nhiên, bà hoàng hậu lại tỏ ra không ưa gì Botum - nàng công chúa có tài khiêu vũ bậc nhất cung đình Khmer - bèn xúi Lễ Đức cưới vợ thứ để ruồng rẫy vợ cả. Lễ Đức được gán với ả Thị Bình con bà Thị Tý, từ đây vợ chồng chia biệt.
Botum bị đuổi khỏi hoàng cung, dắt Chantrea đi lang thang gặp bao trắc trở ở Mort Chrouk. Cho đến khi sắp chạm đất Kampuchea thì Lễ Đức tỉnh ngộ đuổi theo, đưa vợ con trở lại cung điện.

## Kĩ thuật
Cũng như hầu hết xuất phẩm điện ảnh trước đó, cả vương công Norodom Sihanouk và phu nhân Moniqué Sihanouk phải đứng ra kiêm nhiệm nhiều vị trí. Phần công nương Moniqué Sihanouk lo thêm khâu thiết kế trang phục.

### Sản xuất
- Vũ sư: Norodom Buppha Devi (Robam Moni Mekhala)

cùng Đoàn giao hưởng Vương thất Kampuchea

### Diễn xuất
- Park Chun-ok... Công chúa Botum
- Kim Myung-moon... Thái tử Lễ Đức
- Kang Yu-soon... Hoàng hậu
- Hwang Min... Hoàng đế
- Che Woon-seuk... Hoàng tôn Nguyễn Chantrea

- Khmer Krom